# 小澤穂南
小澤 穂南（おざわ ほなみ、2000年7月19日 - ）は、日本の女優。ワーサル所属。神奈川県出身。

## 出演

### 映画
- リアル鬼ごっこ （2015年）（監督：園子温）
- チア☆ダン〜女子高生がチアダンスで全米制覇しちゃったホントの話〜（2017年）（監督：河合勇人）二代目JETS ほなみ役
- 恋は雨上がりのように（2018年）（監督：永井聡）
- いぬやしき（2018年）（監督：佐藤信介）

### テレビ
- テレビ東京  出没アド街ック天国 （2007年）
- 日本テレビ　 芸人が超本気最強デュエット歌合戦 佐々木健介・北斗晶夫妻 バックダンサー（2007年）
- テレビ朝日  徹子の部屋 キューティー・マミー バックダンサー（2007年）
- BS222  スーパーキッズダンスTV レギュラー レポーター兼パネラー 全9回（2011年）
- TBS  ステップファザー・ステップ （2012年）
- 日本テレビ  心ゆさぶれ!先輩ROCK YOU（2012年）
- テレビ朝日  全力坂  アソビズム篇（2016年）

### CM
- アクエリアスWEB動画  CHEER メイン出演　（2015年）
- ジャパネットホールディングス 「Ｇｏｏｄｓ for you. 」（2016年）（監督：西川美和）コマツ役
- LINE「LINE Ads Platform」（2017年）女子高校生役
- ガンホー・オンライン・エンターテイメント『パズドラダンス篇』（2017年）

### PV
- キューティー・マミー「ミッキーマウスマーチ・ファミリーパラパラver.」（2006年）
- ヤ・キーム(YA-KYIM)アルバム「HAPPY!ENJOY!FRESH!」（2009年）

### DVD
- avex「ダンスマスター・リトルキッズ編」（2005年）

### イベント
- キューティー・マミー「デビュー記念イベント」バックダンサー＠池袋京都（2006年）「お台場冒険王」
- ブーフーウー,キューティー・マミータイアップイベント バックダンサー（2006年）
- ニコロディオン「キッズフェスティバル 史上最強の宝探し」オープニングダンサー（2007年）
- 「サンクス弁当リリース・イベント」モデル兼ダンサー（2007年）

### 舞台
- 「ハッチ2011」ほなみ役(脚本・演出/西澤周市)（2011年）